# Gerhard Bohner
Pour les articles homonymes, voir Bohner.
Gerhard Bohner, né le 19 juin 1936 à Karlsruhe (Allemagne) et mort le 13 juillet 1992 à Berlin (Allemagne), est un danseur et chorégraphe allemand.
Il est considéré comme l'un des pionniers du théâtre de danse allemand.

## Biographie
Gerhard Bohner est formé comme danseur à Karlsruhe. Il travaille à Mannheim et à Francfort puis, en 1961, il est membre du Deutsche Oper de Berlin, qui se consacrait à la danse classique. En 1964, il commence à développer son propre style chorégraphique, privilégiant constamment la nouvelle musique pour ses œuvres. En 1969, Bohner prend la deuxième place au concours chorégraphique de l'Académie de danse d'été de Cologne avec les œuvres Frustration - Aggression et Spannen – Abschlaffen (Tension - Relâchement). Les rencontres humaines avec la mort, ainsi que la coercition et la discipline jusqu'à la torture, sont des sujets qui l'occuperont encore et encore dans sa carrière artistique.
À partir de 1970, il chorégraphie pour divers commanditaires, notamment Carmina Burana et Catulli Carmina, créés en 1970 pour les théâtres de Cologne, Die Tortungen der Beatrice Cenci et Und so weiter pour l'Académie des Arts de Berlin, Malade imaginaire pour le studio de danse Folkwang et Machen = Opfern avec des danseurs à l' Opéra d'État de Hambourg en 1971. Die Folterungen der Beatrice Cenci avec l'utilisation de techniques de danse classique est sa pièce la plus réussie, suivi par Lilith (1972), qui est dédiée à la première femme d'Adam (selon le Talmud), faite de terre et plus tard diabolisée parce qu'elle ne se soumet pas. Pour Bohner, c'est « l'incarnation d'une idée de liberté » qu'il laisse pénétrer dans une famille bourgeoise.
Gerhard Bohner meurt à Berlin en 1992, à l'âge de 56 ans. Sa tombe est au cimetière Heerstraße à Berlin-Westend (Feld 4-A-20).

## Récompenses
- 1972 : Prix de la critique allemande
- 1992 : Prix de la critique allemande